# Jean-Charles de Borda

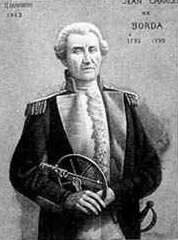
Jean Charles Borda

Jean-Charles de Borda (* 4. Mai 1733 in Dax, Gascogne; † 20. Februar 1799 in Paris) war ein französischer Mathematiker und Seemann.

## Leben
Borda erhielt seine Ausbildung am Collège Henri-IV de La Flèche und trat danach in das Geniekorps ein. Bereits 1756 erwarb er sich durch Untersuchungen über ballistische Probleme die Mitgliedschaft der Académie des sciences. Er nahm 1757 als Adjutant des Marschalls Jean-Baptiste Desmarets am Kampf bei Hastenbeck teil und trat im Jahr darauf in den Marinedienst über. Hier beschäftigte er sich hauptsächlich mit nautischen, astronomischen und hydraulischen Problemen. 1771 reiste er mit Jean-René de Verdun de la Crenne (1741–1805) und Alexandre Guy Pingré nach Nordamerika, um die Chronometer zu prüfen, wobei er gleichzeitig die geographischen Längen und Breiten vieler Küstenpunkte, Inseln und Klippen berichtigte. Die Resultate dieser Reise veröffentlichten die Drei in der Voyage fait par ordre du roi en 1771 et 1772 en diverses parties de l’Europe et de l’Amerique. 2 Bände Paris (1778).
In gleicher Angelegenheit reiste Borda 1774 nach Kap Verde, den „Inseln des grünen Vorgebirges“, und nach Westafrika. Diese Reise wiederholte er einige Jahre später. 1777 und 1778 trug Borda als Generalmajor der Seetruppen zum Erfolg der französischen Streitmacht in Nordamerika bei. 1782 wurde er von Engländern auf der Rückfahrt von Martinique gefangen und auf Ehrenwort nach Frankreich entlassen. Hier trat er als Divisionschef in das Marineministerium ein.
Außer Verdiensten um die französische Marine, die Nautik und den Schiffbau machte sich Borda auch mit verschiedenen wissenschaftlichen Arbeiten und Erfindungen einen Namen. Unter anderem entwickelte er eine Wasserturbine, wobei er zur Reduzierung der Stoßverluste erstmals gebogene Schaufeln einsetzte. Er war Teilnehmer der letzten französischen Gradmessung, wobei er die Größe der Maßstäbe durch ein sinnreiches Verfahren ermittelte und auch die Länge des Sekundenpendels durch eine neue Methode genau bestimmte. Man verdankt ihm weiter eine Methode zur Messung der Refraktion und die Erfindung der nach ihm benannten Reflexions- und Repetitionskreise (siehe Bordakreis). Auch bei der Kommission über die seinerzeitigen neuen Maße und Gewichte wirkte er mit. Auf ihn geht die Bezeichnung Meter zurück, als die Definition des Urmeters im Nationalkonvent gesetzlich festgelegt wurde.
Borda entwickelte, im Widerstreit u. a. zum Marquis de Condorcet, das Borda-Wahlverfahren, das wegen seiner Schwächen in der Politik nicht angewendet wird, aber bei Wettbewerben wie dem Eurovision Song Contest beliebt ist.
Jean Charles Borda starb am 20. Februar 1799 in Paris.
Sein Name ist auf dem Eiffelturm verewigt. Der Mondkrater Borda und der Asteroid (175726) Borda sind nach ihm benannt. Ferner ist er Namensgeber für den Borda Rock in der Antarktis.
Er war Mitglied der Académie des sciences.